# Glennhuntia glennhunti
Genre
Espèce
Glennhuntia glennhunti, unique représentant du genre Glennhuntia, est une espèce d'opilions laniatores de la famille des Phalangodidae.

## Distribution
Cette espèce est endémique du Gascoyne en Australie-Occidentale. Elle se rencontre dans la chaîne du Cap dans la grotte Cameron's Cave.

## Description
Le mâle holotype mesure 1,37 mm et la femelle paratype 1,25 mm.

## Étymologie
Cette espèce est nommée en l'honneur de Glenn S. Hunt.
Ce genre est nommé en l'honneur de Glenn S. Hunt.

## Publication originale
- Shear, 2001 : « Two new cave-dwelling harvestmen from Western Australia (Arachnida: Opiliones: Assamiidae and "Phalangodidae"). » Records of the Western Australian Museum, no 64 Supplement, p. 153–158 (texte intégral).